# Gwak Hyeon-chae
Gwak Hyeon-chae (곽현채?; Yeosu, 20 luglio 1947) è un ex cestista sudcoreano.

## Carriera
Con la Corea del Sud ha disputato i Giochi di Città del Messico 1968 e i Campionati del mondo del 1970.